# امیرآباد (خرم‌آباد)
امیرآباد روستایی از توابع بخش زاغه شهرستان خرم‌آباد در استان لرستان ایران است.

## جمعیت
این روستا در دهستان زاغه قرار دارد و براساس سرشماری مرکز آمار ایران در سال ۱۳۸۵، جمعیت آن ۱۲۶ نفر (۳۱خانوار) بوده‌است.